# Vanredni pravni lek
Vanredni pravni lek predstavlja pravno sredstvo koje se upotrebljava protiv pravnosnažnih sudskih odluka u krivičnom, parničnom, prekršajnom i upravnom postupku.
Pravnosnažne sudske odluke u krivičnom postupku mogu se pobijati sledećim vanrednim pravnim lekovima:
- Zahtev za zaštitu zakonitosti
- Ponavljanje krivičnog postupka
- Zahtev za vanredno ublažavanje kazne
- Zahtev za ispitivanje zakonitosti pravnosnažne presude.

Vanredni pravni lekovi koji se mogu upotrebiti u parničnom postupku su:
- Žalba sa alternativnim predlogom za revizijsko odlučivanje (direktna revizija)
- Revizija protiv presude
- Revizija protiv rešenja
- Ponavljanje postupka
- Zahtev za zaštitu zakonitosti.

U upravnom postupku su mogući sledeći vanredni pravni lekovi:
- Zahtev za zaštitu zakonitosti
- Menjanje i poništavanje rešenja u vezi sa upravnim sporom
- Ponavljanje postupka
- Poništavanje i ukidanje rešenja po osnovu službenog nadzora
- Ukidanje i menjanje pravnosnažnog rešenja uz pristanak ili po zahtevu stranke
- Vanredno ukidanje rešenja
- Oglašavanje rešenja ništavim

Vanredni pravni lekovi u prekršajnom postupku su:
- Zahtev za ponavljanje prekršajnog postupka
- Zahtev za vanredno preispitivanje pravnosnažnog rešenja
- Zahtev za zaštitu zakonitosti.